# Армяно-азербайджанские вооружённые столкновения (июль 2020)
Столкновения между Вооружёнными силами Армении и Азербайджана начались 12 июля 2020 года. Также известны как «Тавушские столкновения» (арм. Տավուշի բախումները [tɑvuˈʃi bɑχumˈnɛɹə]), «Товузские столкновения» (азерб. Tovuz toqquşmaları), «Бои в Тавуше» (арм. Մարտեր Տավուշում [mar'tɛr tavušum]), или «Бои в Товузе» (азерб. Tovuz döyüşləri). Первоначальные столкновения произошли вдоль села Мовсес в Тавушской области Армении и села Агдам в Товузском районе Азербайджана на армяно-азербайджанской государственной границе.
После начала боевых действий, обе стороны обвинили друг друга в провокации конфликта. По словам экс-президента Армении Роберта Кочаряна, стычки были спровоцированы Арменией. Министр иностранных дел РФ Сергей Лавров также заявил, что «Своего рода спусковым крючком послужил и географический фактор: решение армянской стороны реанимировать старый приграничный КПП, расположенный в 15 км от экспортных азербайджанских трубопроводов, вызвало повышенное беспокойство одних, неоправданную ответную реакцию других и в итоге запустило маховик противостояния с самыми непредсказуемыми последствиями».

## Предыстория

### Постсоветский период
Конфликт между азербайджанцами и армянами, имеющий давние исторические и культурные корни, приобрёл новую остроту в годы советской перестройки (1987—1988), на фоне резкого подъёма национальных движений в Армении и Азербайджане.
Основным предметом спора между враждующими сторонами является статус Нагорного Карабаха. К концу 1988 года в этот конфликт оказалось вовлечено большинство жителей обеих республик, и он фактически перерос рамки локальной проблемы Нагорного Карабаха, превратившись в «открытую межнациональную конфронтацию». Конфликт перерос в войну в 1991—1994 годах, между армянским большинством Нагорного Карабаха, поддерживаемым Арменией, и Азербайджанской Республикой.
10 декабря 1991 года в самопровозглашённой Нагорно-Карабахской Республике прошёл референдум о независимости, который поддержали 99,98 % проголосовавших. Референдум бойкотировался азербайджанским населением Нагорного Карабаха, составлявшим около 21 % населения бывшего НКАО на момент 1989 года. Референдум был проведён без согласия Азербайджанской Республики и не признан на международном уровне государствами — членами ООН. Межнациональная конфронтация привела к масштабным военным действиям за контроль над Нагорным Карабахом и некоторыми прилегающими территориями. Столкновения и передвижение опорных пунктов происходили также по всей протяжённости границы Армении и Азербайджана.
После нескольких лет кровопролитных боёв, 12 мая 1994 года, представители Армении, непризнанной Нагорно-Карабахской Республики и Азербайджана подписали трёхстороннее соглашение о прекращении огня. Это закончило активную фазу военных действий в регионе и позволило перейти к переговорам о мирном урегулировании конфликта под эгидой Минской группы ОБСЕ. При этом в прилегающих к армяно-азербайджанской границе территориях сохранился контроль сторон, установившийся в ходе конфликта и нарушающий государственную границу между странами. Тем не менее, соглашение неоднократно нарушалось, в частности, во время столкновений в 2016 году. Столкновения также перешли на армяно-азербайджанскую государственную границу за пределами Нагорного Карабаха, с пограничными столкновениями в 2012, 2014 и 2018 годах.

## Ход конфликта

### 12 июля
12 июля 2020 года в 16:08 Министерство обороны Азербайджана сообщило, что начиная с полудня «подразделения Вооружённых сил Армении, грубо нарушая режим прекращения огня на направлении Товузского района азербайджано-армянской государственной границы, открыли огонь по нашим позициям, используя артиллерийские установки». Армянские вооружённые подразделения, по словам руководителя пресс-службы Минобороны Азербайджана Вагифа Даргяхлы, попытались перейти в наступление с целью захвата позиций азербайджанской армии.
В 16:55 пресс-секретарь министра обороны Армении Давида Тонояна Шушан Степанян опубликовала письменное заявление в своём аккаунте в Facebook. По её словам, «около 12:30 военнослужащие Вооружённых сил Азербайджана по неизвестным причинам попытались пересечь государственную границу Республики Армения на автомобиле УАЗ. После предупреждения армянской стороны азербайджанские военнослужащие оставили свой автомобиль и вернулись на свои позиции. В 13:45 военнослужащие Вооружённых сил Азербайджана повторили попытку занять пограничную позицию Вооружённых сил Армении, используя артиллерийский огонь, но подверглись давлению со стороны армянской стороны и были отброшены». По словам Степанян, «автомобиль азербайджанских военнослужащих был вскоре уничтожен». Азербайджанская сторона отвергла обвинения, сказав, что «данные столкновения на границе не в интересах Азербайджана». Помощник президента Азербайджана Хикмет Гаджиев сказал, что если бы «азербайджанская армия хотела бы напасть, то сделала бы это не на государственной границе Армении, а вдоль линии соприкосновения с целью освобождения своих оккупированных территорий, и использовала бы при этом не автомобили, а бронетехнику».
В 17:20 Министерство обороны Азербайджана выступило с заявлением об инциденте. Согласно заявлению, «в результате принятых адекватных мер противник был поражён, и он был отброшен назад, понеся потери». При отражении атаки противника погибли военнослужащие сверхсрочной службы ВС Азербайджана сержант Садыгов Вугар Лятиф оглы, старший солдат Мамедов Эльшад Дёнмез оглы и солдат Дашдемиров Хайям Магомед оглы.
Министерство обороны Азербайджана сообщило 13 июля, что армянские войска атаковали позиции Азербайджана в районах Шахбуз и Джульфа с применением оружия большого калибра в 22:45.
В 22:50 Шушан Степанян заявила, что «азербайджанские силы возобновили обстрел из 82-мм гранатомёта в направлении нашей же позиции от танка». Пресс-служба министерства обороны Азербайджана, в свою очередь, заявила что ситуация обострилась из-за применения артиллерии вооружёнными силами Армении.

### 13 июля
Министерство обороны Азербайджана сообщило, что столкновения на направлении Шахбуз-Джульфа прекратились. Согласно сообщению, использование армянскими силами трассирующих и зажигательных снарядов привело к поджогу до 5 га (0,05 км²) земли в этом районе.
13 июля в 13:30 Государственное информационное агентство Азербайджана сообщило, что армянские силы обстреляли село Агдам, Товузского района 120-мм артиллерийским орудием. Степанян, отвечая на эти сообщения, заявила, что армянские силы нацелены только на «инженерную инфраструктуру и технические средства вооружённых сил Азербайджана».
Начальник пресс-службы Министерства обороны Азербайджана полковник Вагиф Даргяхлы заявил, что утром 13 июля «азербайджанские соединения нанесли ответные удары по позициям ВС Армении, опорным пунктам, автомобильной технике, артиллерийским установкам и живой силе, в результате ударов противник понёс тяжёлые потери». Министерством обороны была также опубликована видеозапись, на которой, как утверждается, запечатлено уничтожение армянской военной базы артиллерийским огнём ВС Азербайджана.
Около 17:00 Степанян написала, что «Вооружённые силы Азербайджана выпустили три снаряда из гранатомёта 120-мм калибра в направлении Чинари». По её словам, один из снарядов упал на дом, а ещё два — во дворе, были опубликованы снимки повреждённых домов и неразорвавшихся снарядов. Министерство обороны Азербайджана опровергло эти претензии и заявило, что «азербайджанская сторона не ведёт огонь по гражданскому населению и гражданским поселениям».
В 18:45 Даргяхлы заявил, что «Вооружённые силы Армении обстреляли деревни Агдам и Дондар Кушчу Товузского района из 120-мм миномётов и гаубиц Д-30». Азербайджанские СМИ поделились фотографиями повреждённых домов. В свою очередь пресс-секретарь Минобороны Армении Шушан Степанян на странице в Facebook поделилась фотографией со спутника и сообщением о том, что «азербайджанская сторона расположила артиллерийские батареи вокруг Дондар Гушчу, тем самым поставив под прицел саму деревню».
В этот день были впервые применены в боевых условиях произведённые в Армении ударные БПЛА. Результаты, по словам Арцруна Ованнисяна, «оказались блестящими». По мнению Арцруна Ованнисяна, именно применение беспилотников привело к потерям в высшем офицерском составе Азербайджана.

### 14 июля
Рано утром министерство обороны Армении выложило видео «ночных карательных действий», где показываются кадры с беспилотника. На кадрах, как утверждается, запечатлено то, как артиллерия и беспилотная авиация уничтожают опорные пункты и военный грузовик противника. По сообщениям азербайджанских СМИ, в этот день подразделения ВС Армении вновь вели огонь по селу Дондар Гушчу Товузского района Азербайджана. Село подверглось обстрелу из гаубицы и миномётов. Несколько снарядов и осколки попали в жилые дома, приведя их в непригодное состояние. Из жителей этого села никто не пострадал, однако в соседнем селе Агдам в результате таких же обстрелов погиб 76-летний житель Азиз Иззет оглы Азизов, долгие годы работавший учителем в местной сельской школе. При разрыве снаряда образовалось множество осколков, пробивших окна, стены дома и ворота во дворе. Азизов был убит прямо на пороге своего дома. Позднее были опубликованы фотографии с места гибели Азизова.
Утром 14 июля азербайджанские ВС, согласно заявлению армянской стороны, нанесли удар с беспилотника по городу Берд, находящемуся в 8—10 км от границы.
Двое военнослужащих ВС Армении погибли в результате обстрела со стороны Азербайджана.
Министерство обороны Армении опубликовало видео, согласно которому азербайджанский беспилотник израильского производства Elbit Hermes 900, который использовался для обстрела с самого беспилотника и наводки артиллерийского огня по территории Армении, был сбит зенитным ракетным комплексом «Оса», модернизированным армянскими специалистами. Начальник пресс-службы Министерства обороны Азербайджана Вагиф Даргяхлы назвал это видео фейком, и сказал, что на видео изображён полёт двухмоторного узкофюзеляжного пассажирского самолёта.
Министерство обороны Армении заявило, что Азербайджан использовал для обстрела танки и БМ-21 «Град». Минобороны Азербайджана назвало сообщения армянской стороны об использовании «Град» на товузском направлении границы дезинформацией и предложило Еревану предоставить доказательства.
Министерство обороны Азербайджана опубликовало кадры, на которых, как утверждается, запечатлено уничтожение точным огнём азербайджанских подразделений пункта управления артиллерийского дивизиона вооружённых сил Армении.
По словам руководителя пресс-службы Минобороны Азербайджана Вагифа Даргяхлы, 14 июля вооружённые силы Армении возобновили интенсивный огонь по населённым пунктам Товузского района и позициям азербайджанских подразделений из крупнокалиберного оружия и артиллерии. Также Минобороны Азербайджана сообщило, что в 14:28 подразделения вооружённых сил Армении открыли огонь из артиллерийских установок в направлении села Ханлыглар Газахского района, жертв и раненых нет.
По сообщению МО Армении, поздно вечером ПВО Армении сбили два ударных БПЛА Азербайджана, которые упали на нейтральной территории. Ночь с 14 на 15 июля прошла относительно спокойно, артиллерия не применялась.

### 15 июля
Согласно сообщению Министерства обороны Азербайджана, с 22:15 по 23:55 14 июля и начиная с 01:20 до утра 15 июля подразделения ВС Армении, применяя различное крупнокалиберное оружие, нарушили режим прекращения огня в направлении Шарурского, Бабекского и Ордубадского районов. Противник был подавлен ответным огнём. С целью принуждения подразделений вооружённых сил Армении к прекращению обстрела на нахичеванском направлении и принятия карательных мер военно-транспортное средство противника, движущееся к командному наблюдательному пункту, было уничтожено точным огнём азербайджанских подразделений. Было также опубликовано видео уничтожения военно-транспортного средства.
Утром 15 июля Министерство обороны Азербайджана заявило, что ещё одна долговременная огневая точка вооружённых сил Армении, обстреливающая позиции азербайджанских подразделений и населённые пункты в направлении Товузского района, уничтожена подразделениями ВС Азербайджана. Было также опубликовано видео уничтожения.
Днём Министерство обороны Азербайджана сообщило, что в результате карательных мер, предпринятых в отношении противника, точным огнём азербайджанских подразделений был уничтожен полевой пункт управления одного из подразделений вооружённых сил Армении. Было также опубликовано видео уничтожения.

### 16 июля
Пресс-секретарь МО Армении Шушан Степанян сообщила, что ночью азербайджанскими силами была предпринята попытка диверсии, которую пресекли армянские военнослужащие: «Перейдя к круговой обороне, армянские подразделения пресекли попытку диверсионного проникновения. После ожесточённого боя противник, неся потери, был отброшен назад». В ходе заседания правительства премьер-министр Армении огласил информацию, о том что в азербайджанском наступлении на блокпост «Бесстрашный» участвовало более 100 военнослужащих спецназа при поддержке артиллерии и бронетехники, с армянской стороны раненых и убитых нет. После подавления наступления азербайджанские войска, по заявлению Степанян, начали обстреливать армянские сёла Мовсес и Айгепар из миномётов и гаубиц Д-30. Также были обнародованы кадры обстрела армянских приграничных сёл азербайджанской артиллерией. Подразделения вооружённых сил Армении нейтрализовали провокации азербайджанских ВС и установили контроль над ситуацией. Позже представитель Минобороны Армении Арцрун Ованнисян заявил, что во время отражения ночной атаки спецназа Азербайджана было уничтожено около 20 спецназовцев и несколько единиц бронетехники Азербайджана. Начальник пресс-службы министерства обороны Азербайджана Вагиф Даргяхлы опроверг данное заявление, сообщив, что азербайджанские спецназовцы не осуществляли никаких диверсионных действий на территории Армении. По его словам, азербайджанские спецназовцы вообще не задействованы в военных действиях на границе с Арменией".
Министр обороны Армении Давид Тоноян представил всю ситуацию представителю председателя ОБСЕ. Министр сообщил, что в результате ночной диверсии Азербайджана противник понёс потери, и что посягательства азербайджанской стороны на границы Республики Армении будут пресечены всеми доступными средствами. Позже министерство обороны Армении выложило видео и фото последствий артиллерийского удара азербайджанских сил по армянскому селу Айгепар, в результате чего были повреждены несколько жилых домов и гражданских объектов, включая детский сад. После этого пресс-секретарь Минобороны Армении Шушан Степанян обнародовала видео, на котором виден густой дым, который идёт, по её словам, из подбитого азербайджанского танка. Кроме того, она заявила, что были уничтожены огневые позиции артиллерийских и миномётных батарей Азербайджана, откуда ранее велась стрельба по армянским позициям и приграничным населённым пунктам. Минобороны Азербайджана опровергло информацию армянского внешнеполитического ведомства о якобы сбитых азербайджанских беспилотниках и подбитом танке. По словам Вагифа Даргяхлы, бронетехника ВС Азербайджана не находится на переднем крае: «Танки вне зоны досягаемости вражеских подразделений».
16 июля начальник пресс-службы Минобороны Азербайджана Вагиф Даргяхлы заявил, что с утра 16 июля подразделения вооружённых сил Армении вновь предприняли попытку атаковать азербайджанские позиции на участке Товузского района азербайджано-армянской государственной границы, из крупнокалиберного оружия и миномётов были обстреляны сёла Агдам, Дондар Гушчу и Вахидли Товузского района. В этот же день Министерство обороны Азербайджана сообщило, что при попытке осуществить разведывательный полёт над азербайджанскими позициями был сбит БПЛА Вооружённых сил Армении X-55. Были также опубликованы снимки уничтоженного БПЛА. Позже Минобороны Армении опровергли информацию о своём якобы сбитом беспилотнике, заявив, что фото обломков является фейком, так как в арсенале армянских ВС дроны с такой конструкцией не используются. По её словам, противник таким образом пытается компенсировать свои многочисленные людские и технические потери.
Днём армянская сторона разрешила азербайджанскому командованию эвакуировать тела их погибших солдат с нейтральной зоны на границе, сообщила пресс-секретарь Минобороны Шушан Степанян. Также были опубликованы фото и видео, на которых, по сообщениям армянской стороны, видно, как азербайджанские военнослужащие забирают с межпозиционной территории тела своих сослуживцев. Судя по материалам, азербайджанские военные, как пишут армянские СМИ, вынесли тела, как минимум, 8 сослуживцев. Представитель Минобороны Азербайджана опроверг слова армянской стороны, заявив, что на территории Армении нет погибших или раненых военнослужащих азербайджанской армии.
Вечером Минобороны Азербайджана сообщило, что в боях в этот день подразделения азербайджанской армии точным огнём уничтожили около 20 военнослужащих, одну единицу бронетехники, одно средство радиоэлектронной борьбы (РЭБ), боевые посты и опорный пункт противника. В ходе боев погиб 1 солдат азербайджанской армии.
Согласно заявлению Министерства обороны Армении, после удара азербайджанского беспилотника был ранен 48-летний мирный житель Тавушской области Армении, его состояние оценивается как стабильно тяжёлое. Позже раненого мирного жителя доставили в госпиталь Еревана, где его состояние улучшилось, и он дал интервью. Руководитель пресс-службы Минобороны Азербайджана Вагиф Даргяхлы заявил, что азербайджанская армия наносила удары исключительно по военным целям противника и что в целях провокации армянские вооружённые силы целенаправленно скрывают свои огневые точки вблизи своих гражданских объектов или за ними.
Представитель минобороны Армении Арцрун Ованнисян также добавил, что беспилотник ВС Азербайджана нанёс удар по припаркованному автомобилю МЧС Армении в Тавушской области, опубликовав фото атакованного автомобиля. На автомобиле приехали сотрудники МЧС для оказания помощи пострадавшему в результате атаки беспилотника мирному жителю. Жертв после удара нет. В ответ начальник пресс-службы министерства обороны Азербайджана Вагиф Даргяхлы заявил: «Во-первых, мы никогда не обстреливаем населённые пункты. Во-вторых, для наших БПЛА есть цели поважнее несчастного сельского жителя, например — позиции армянской армии. Что мы, впрочем, и делаем».
В 21:00 Минобороны Азербайджана сообщило, что в ходе боев в направлении Товузского района азербайджано-армянской государственной границы точным огнём азербайджанских подразделений уничтожена казарма вооружённых сил Армении. Было также опубликовано видео уничтожения. Минобороны Армении опровергло данное заявление, говоря, что Азербайджан выдаёт уничтоженную машину МЧС за казарму и назвав его очередным информационным вбросом, рассчитанным на внутреннюю аудиторию. Представитель Минобороны Арцрун Ованнисян заявил: «На первом кадре чётко видно, что это удар по машине МЧС. Тем более в данный момент говорить о казармах смешно, поскольку в таких условиях в казарме не может быть военнослужащих».
В 22:05 на сайте Минобороны Азербайджана было опубликовано видео уничтожения точным огнём азербайджанских подразделений автомобильной техники, доставляющей резервные силы на боевые позиции противника, в ходе боевых действий в направлении Товузского района азербайджано-армянской границы. Армянская сторона опровергла данное заявление, заявив, что на видео показан момент уничтожения гражданского автомобиля, было опубликовано подтверждение в виде фото уничтоженного гражданского автомобиля. На кадрах с азербайджанского беспилотника, по словам армянской стороны, видно, что территория над которой он пролетал, соответствует той, на которой был сфотографирован уничтоженный автомобиль.

### 17 июля
Армянская сторона заявила, что ночью азербайджанские силы нарушили режим прекращения огня 120 раз, но огонь велся исключительно из стрелкового оружия, без применения тяжёлого вооружения.
Министерство обороны Азербайджана сообщило, что подразделения вооружённых сил Армении в течение суток нарушили режим прекращения огня в различных направлениях фронта 97 раз. В частности, с позиций, расположенных в сёлах Мосесгех, Чинари Бердского района и на безымянных высотах на территории Чамбаракского района Армении, подверглись обстрелу позиции азербайджанской армии в сёлах Агдам, Мунджуглу и на безымянных высотах на территории Товузского района, в селе Заманлы и на безымянных высотах на территории Кедабекского района.
Днём армянская сторона распространила фотографию ударного БПЛА SkyStriker, произведённого в Израиле, который состоит на вооружении ВС Азербайджана и, по словам армянской стороны, был перехвачен армянскими ВС с помощью средств РЭБ, до нанесения им удара. На фотографии беспилотник в целости и сохранности держат в руках армянские военнослужащие. Позже было опубликовано фото того же беспилотника на территории воинской части армии Армении, после обезвреживания армянскими специалистами.

### 18 июля
Армянская сторона сообщила, что ночь на границе прошла довольно спокойно, но азербайджанская сторона несколько раз нарушала режим прекращения огня, открывая огонь из стрелкового оружия по позициям армянских сил.
Рано утром Армия обороны Нагорно-Карабахской Республики опубликовала фотографию, изображающую, по сообщению пресс-службы, сбитый азербайджанский беспилотник Orbiter-3, который пролетал над территорией непризнанной НКР.
Министерство обороны Азербайджана сообщило, что подразделения вооружённых сил Армении, используя крупнокалиберные пулемёты и снайперские винтовки, в течение суток нарушили режим прекращения огня в различных направлениях фронта 53 раза. В частности, с позиций, расположенных в селе Мосесгех Бердского района и на безымянных высотах на территории Чамбаракского района Армении, подверглись обстрелу позиции Азербайджанской Армии в селе Агдам Товузского района, в селе Геяли и на безымянных высотах на территории Кедабекского района. Ответным огнём противник был подавлен, азербайджанские подразделения полностью контролируют оперативную обстановку.
Вечером пресс-секретарь МО Армении Шушан Степанян выложила у себя на странице в Facebook несколько фотографией, на которых, по её утверждению, азербайджанские военные грузовики увозят три своих подбитых танка с линии соприкосновения. Позже она заявила, что танки были подбиты с помощью произведённых в Армении ударных БПЛА.

### 19 июля
В 10:00 на сайте Минобороны Азербайджана было опубликовано заявление о том, что подразделения вооружённых сил Армении, в течение суток нарушали режим прекращения огня 70 раз. В заявлении говорится, что позиции Азербайджанской Армии в селе Заманлы и на безымянных высотах на территории Гедабекского района подверглись обстрелу.
Пресс-секретарь Минобороны Армении Шушан Степанян же заявила, что ночь на армяно-азербайджанской границе прошла спокойно.

### 20 июля
В 09:29 на сайте Минобороны Азербайджана было опубликовано заявление о том, что подразделения ВС Армении в течение суток нарушили режим прекращения огня 60 раз и использовали крупнокалиберные пулемёты и снайперские винтовки.

### 21 июля
Министерство обороны Азербайджана заявило, что ВС Армении попытались осуществить разведывательные полёты во вторник в 00:30 над позициями подразделений азербайджанской армии в направлении Агдамского района на линии фронта, а утром в 08:45 — над позициями в направлении Товузского района на армяно-азербайджанской государственной границе. В этих целях противником были использованы тактические беспилотные летательные аппараты (БПЛА). Оба БПЛА противника были немедленно обнаружены и уничтожены подразделениями ПВО ВВС Азербайджана. Минобороны Армении опровергло данные заявления, назвав это дезинформацией и ложью, также добавив, что если и будет такой случай, то армянская сторона сообщит об этом первой.
Начальник пресс-службы министерства обороны АР полковник Вагиф Даргяхлы сообщил, что 21 июля ВС Армении нарушили режим прекращения огня и в результате предпринятых превентивных мер двое армянских военнослужащих были тяжело ранены.

### 22 июля
Утром пресс-секретарь минобороны Армении Шушан Степанян заявила, что ночью азербайджанские силы попытались захватить пост «бесстрашный», но были отброшены огнём армянских сил, понеся значительные потери. Сообщается, что у армянской стороны потерь и раненых нет. Также было добавлено, что некоторые азербайджанские военнослужащие остались отрезаны от основной части войск и оказались в блокаде. Глава пресс-службы Министерства обороны Азербайджана полковник Вагиф Даргяхлы назвал данное заявление армянской стороны выдумкой и дезинформацией. По его словам никакой атаки в том направлении со стороны Азербайджана не было. Даргяхлы опроверг также наличие у азербайджанской стороны потерь, заметив, при этом, что со стороны Армении наблюдалась паника среди армянских военнослужащих, были слышны выстрелы из стрелкового оружия на позициях подразделений ВС Армении. Даргяхлы заявил, что, судя по всему, между армянскими военнослужащими произошла очередная перестрелка.
Вечером 22 июля Министерство обороны Азербайджана заявило об уничтожении армянского тактического БПЛА «X-55» над селом Агдам Товузского района и опубликовало фотографии обломков. Позднее азербайджанские СМИ распространили видео уничтожения армянского БПЛА.

### 23 июля
В 09:30 Минобороны Азербайджана заявило, что в течение суток режим прекращения огня был нарушен 47 раз.

### 24 июля
В 09:26 на сайте Минобороны Азербайджана было опубликовано заявление, в котором говорилось, что в течение суток режим прекращения огня был нарушен 45 раз. Обстрелу подвергались позиции Азербайджанской Армии в селе Агдам, Агбулаг Товузского района и на безымянных высотах на территории Гедабекского района.
Позднее Министерство обороны Армении выпустило пресс-релиз, в котором сообщалось, «азербайджанская сторона четыре раза нарушила режим прекращения огня, выпустив из огнестрельного оружия около 28 выстрелов по военным позициям, расположенным близ населённых пунктов Чива, Хндзорут, Мовсес и Паравакар».

### 25 июля
Минобороны Азербайджана заявило, что подразделения ВС Армении, используя снайперские винтовки, в течение суток нарушили режим прекращения огня 35 раз.

### 26 июля
В 09:44 Минобороны Азербайджана заявило, что в течение суток режим прекращения огня был нарушен 60 раз. Обстрелу подвергались позиции Азербайджанской Армии в селе Коханеби Товузского района, в селе Заманлы и на безымянных высотах на территории Гедабекского района.

### 27 июля
По сообщению пресс-службы Министерства обороны Армении 27 июля в 01:10 в результате выстрела из снайперской винтовки со стороны Азербайджана смертельное ранение получил военнослужащий-контрактник капитан Ашот Микаелян.
В 09:26 на сайте Минобороны Азербайджана было опубликовано заявление, в котором говорилось, что в течение суток режим прекращения огня был нарушен 45 раз. Обстрелу подвергались позиции Азербайджанской Армии в сёлах Агдам, Коханеби, Мунджуглу Товузского района, в сёлах Гаравелилер, Геяли и на безымянных высотах на территории Гедабекского района.

### 28 июля
В 08:55 пресс-секретарь Министерства обороны Армении Шушан Степанян опубликовала заявление, в котором сообщалось, что «азербайджанская сторона нарушила режим прекращения огня 17 раз, произведя около 220 выстрелов». Обстрелу подвергались военные позиции Армянской Армии, расположенные в общинах Чинари, Зангакатун, Цхун и Чива.
В 09:11 Минобороны Азербайджана заявило, что в течение суток подразделения ВС Армении, используя снайперские винтовки, нарушали режим прекращения огня 38 раз. Обстрелу подвергались позиции Азербайджанской Армии в сёлах Алибейли, Агдам, Коханеби Товузского района, в селе Заманлы и на безымянных высотах на территории Гедабекского района.

### 29 июля
В 08:55 пресс-секретарь Министерства обороны Армении Шушан Степанян опубликовала заявление, в котором сообщалось, что «азербайджанская сторона нарушила режим прекращения огня 22 раза, произведя в направлении армянских позиций 497 выстрелов», добавив, что в основном стрельба велась по военным позициям, расположенным в направлении общин Колагир, Мовсес, Неркин Кармирахпюр, Коти, Ерасх, Чива, Зангакатун, Елпин, Бардзруни, и Ангехакот. Глава администрации приграничного села Неркин Кармирахпюр Тавушской области сообщил, что ночью в результате обстрела один из военнослужащих ВС Армении получил ранение в ногу.
В 09:45 на сайте Минобороны Азербайджана было опубликовано заявление, в котором говорилось, что в течение суток в направлении сёл Агдам, Агбулаг, Мунджуглу Товузского района, села Заманлы и безымянных высот на территории Гедабекского района режим прекращения огня был нарушен 65 раз.
Вечером Министерство обороны Азербайджана сообщило о попытке подразделений вооружённых сил Армении использовать тактический БПЛА для осуществления разведывательного полёта над азербайджанскими позициями в направлении Товузского района на армяно-азербайджанской государственной границе. БПЛА был немедленно обнаружен и уничтожен подразделениями ПВО Азербайджана. Пресс-секретарь Министерства обороны Армении Шушан Степанян опровергла данное заявление, заявив, что «оно не соответствует действительности».

### 30 июля
В 09:05 пресс-секретарь Министерства обороны Армении Шушан Степанян опубликовала заявление, в котором сообщалось, что «азербайджанская сторона нарушала режим прекращения огня 15 раз, произведя около 120 выстрелов из стрелкового оружия в направлении армянских позиций». Стрельба велась в направлении военных позиций, расположенных вблизи сел Чинари, Айгедзор, Мовсес, Паравакар, Коти, Ерасх, Арени и Зангакатун. Шушан Степанян проинформировала, что азербайджанская сторона также открыла неэффективный огонь из систем «Игла-С» и «ОСа-АК».

### 31 июля
В 08:54 пресс-секретарь Министерства обороны Армении Шушан Степанян опубликовала заявление, в котором сообщалось, что «противник нарушил режим перемирия 14 раз, сделав 155 выстрелов из стрелкового оружия по направлению армянских позиций». По сообщению Шушан Степанян стрельба велась в направлении военных позиций, расположенных вблизи сел Чинари, Айгедзор, Неркин Кармирахпюр, Зангакатун, Елпин и Бардзруни.

## Потери

### Азербайджан
Министерство обороны Азербайджана изначально сообщило, что 2 азербайджанских солдата были убиты и 5 ранены в столкновениях. Через несколько часов стало известно, что один из раненых солдат умер, несмотря на медицинское вмешательство.
Пресс-секретарь специального инфоцентра Министерства обороны Армении Арцрун Ованнисян заявил, что армянские ПВО сбили крупный и дорогостоящий БПЛА израильского производства Elbit Hermes 900, показав видео с моментом сбития, как было заявлено, данного БПЛА. Министерство обороны Азербайджана опровергло эти утверждения, назвав
распространённую армянской стороной информацию вымыслом и дезинформацией, также уточнив, что беспилотники, принадлежащие подразделениям азербайджанской армии, находятся в полном составе. Позже министр высокотехнологической промышленности Армении Акоп Аршакян уточнил БПЛА был сбит при помощи модернизированного в Армении ЗРК «Оса».
13 июля начальник пресс-службы Министерства обороны полковник Вагиф Даргяхлы заявил, что число азербайджанских жертв возросло, имеется ещё несколько погибших солдат. Три часа спустя армянские СМИ поделились изображением сбитого азербайджанского беспилотника. Затем армянский депутат заявил, что Вооружённые силы Армении сбили «несколько беспилотников азербайджанской стороны, один из которых — беспилотник камикадзе».
Утром 14 июля в боях на Товузском направлении погибли генерал-майор Полад Гашимов и полковник Ильгар Мирзаев. Всего, по азербайджанским данным на 14 июля, погибли 5 офицеров, 2 прапорщика, 1 сержант и 3 солдата.
15 июля министерство обороны Армении заявило, что ВС Армении сбили 13 беспилотников Азербайджана, включая 10 ударных и 3 разведывательных.
16 июля было опубликовано видео, на котором по утверждению МО Армении идёт густой дым из подбитого азербайджанского танка. Было также заявлено, что уничтожены огневые позиции артиллерийских и миномётных батарей Азербайджана, откуда ранее велась стрельба по армянским позициям и приграничным населённым пунктам. Минобороны Азербайджана опровергло информацию армянского внешнеполитического ведомства о якобы сбитых азербайджанских беспилотниках и подбитом танке, назвав заявление армянской стороны дезинформацией. По словам начальника пресс-службы Минобороны Азербайджана Вагифа Даргяхлы, бронетехника ВС Азербайджана не находится на переднем крае, и танки вне зоны досягаемости подразделений противника.
В тот же день, представитель Минобороны Армении Арцрун Ованнисян заявил, что после ночной диверсии азербайджанского спецназа на позиции ВС Армении, было уничтожено около 25-40 % азербайджанских военнослужащих. Он заметил, что армянская сторона позволила азербайджанской забрать тела убитых военнослужащих, которых, как стало ясно после обнародования снимков и видео с беспилотника, было, как минимум десять. При этом Ованнисян подчеркнул, что это не единственная территория, на которой остались тела погибших. Кроме того, азербайджанские спецназовцы, отступая, могли забрать тяжелораненых и погибших. По его словам, это логично, поскольку азербайджанский третий армейский корпус и пограничные войска не справились с поставленной задачей, поэтому привлекли элитные подразделения. Министерство обороны Азербайджана опровергло и данное заявление, назвав заявления армянской стороны очередной дезинформацией.
16 июля Министерство обороны Азербайджана сообщило, что в ходе боёв погиб 1 солдат азербайджанской армии.
18 июля пресс-секретарь МО Армении Шушан Степанян выложила у себя на странице в Facebook несколько фото, снятых с армянских позиций, на которых, по её словам, видно, что азербайджанские военные грузовики увозят с линии фронта три своих подбитых танка, что является подтверждением потерь в бронетехнике у азербайджанской стороны.
21 июля в Ереване Минобороны Армении организовали выставку сбитых и перехваченных, согласно заявлению армянской стороны, в течение нескольких лет азербайджанских БПЛА, большая часть из которых была сбита во время Тавушских боев, включая несколько единиц Orbiter-2, Orbiter-3 и Harop. На выставке не были показаны БПЛА Hermes 900 и SkyStriker, которые по заявлениям армянской стороны были сбиты и перехвачены с помощью средств РЭБ во время последних боёв. По словам генерал-майора Даниела Балаяна беспилотники не выставлены потому, что обломки первого беспилотника упали на азербайджанской территории, а заряд второго беспилотника не взорвался и не обезврежен. После обезвреживания, 24 июля беспилотник SkyStriker, перехваченный у Азербайджана, был показан в целости и сохранности. Было заявлено, что считающиеся одними из лучших в мире израильские дроны почти бессильны перед умелыми расчётами ПВО армянских ВС. Отдельного разговора заслуживают беспилотники армянского производства, которые показали, что они ничем не хуже своих израильских конкурентов. Об этом, по словам представителей Минобороны, свидетельствуют масштабы урона, нанесённого азербайджанской армии в период недавних боев.

### Армения
По армянским данным, на 16 июля погибли 2 офицера и 2 младших сержанта, ранены 2 полицейских, 20 военнослужащих и 1 мирный житель. Ещё 16 военнослужащих получили лёгкие ранения, не требующие стационарного лечения.
13 июля Министерство обороны Азербайджана сообщил, что были уничтожены огневые позиции, радиолокационная станция разведывательного подразделения, хранилище военной автомобильной техники, танк, бронетранспортер, более 20 военнослужащих, штаб батальона и военная инфраструктура вооружённых сил Армении. 14 июля заместитель министра обороны Азербайджана Керим Велиев заявил, что всего за двое суток было уничтожено более 100 военнослужащих противника. Глава пресс-службы Министерства обороны Азербайджана Вагиф Даргяхлы заявил, что 14 июля Вооружённые силы Азербайджана сбили беспилотник ВС Армении и уничтожили артиллерийскую установку вместе с боевым расчетом. 16 июля Министерство обороны Азербайджана сообщило о ещё одном сбитом армянском беспилотнике. Минобороны Армении опровергли информацию о своём, якобы сбитом беспилотнике, заявив, что фото обломков является фейком, так как в арсенале армянских ВС дроны с такой конструкцией не используются. По её словам, противник таким образом пытается компенсировать свои многочисленные людские и технические потери. В этот же день Министерство обороны Азербайджана заявило об уничтожении ещё 20 военнослужащих и одной бронетехники противника. Минобороны Армении опровергло данные заявления, назвав их провокационными и призвало не верить этим сообщениям.
21 июля Министерство обороны Азербайджана сообщило об уничтожении ещё двух БПЛА, принадлежавших ВС Армении. Армянская сторона опровергла это заявление, добавив, что если бы и произошёл такой случай, то минобороны Армении сообщили бы об этом первыми.
22 июля Министерство обороны Азербайджана заявило об уничтожении ещё одного армянского тактического БПЛА «X-55».
23 июля в госпитале скончался тяжелораненый 14 июля военнослужащий ВС Армении. Число потерь у Армении, по армянским данным, увеличилось до 5.
29 июля Министерство обороны Азербайджана заявило об уничтожении ещё одного армянского тактического БПЛА подразделениями ПВО Азербайджана.

## Официальные заявления

### Азербайджан
Глава управления внешней политики Администрации президента Азербайджана Хикмет Гаджиев обвинил правительство Армении в том, что оно «усугубляет ситуацию и отвлекает внимание от внутренних проблем на фоне социально-экономических проблем, усугублённых распространением COVID-19 в Армении в результате неполной политики». Министерство обороны Азербайджана сообщило, что во время столкновений с азербайджанской стороны не произошло потери территорий.

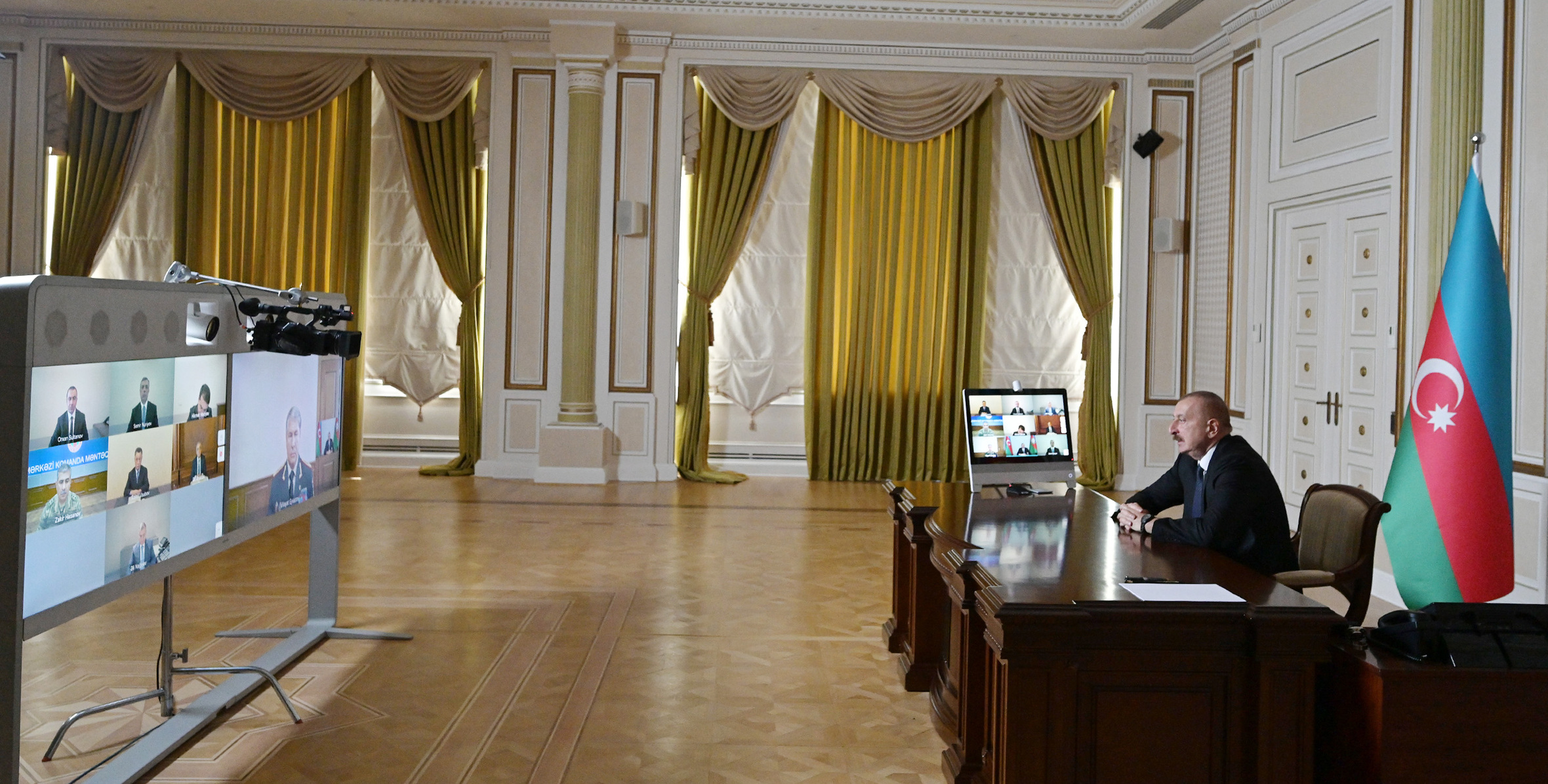
Президент Азербайджана Ильхам Алиев во время онлайн-встречи с Советом безопасности Азербайджана. 13 июля 2020 года

13 июля президент Азербайджана Ильхам Алиев принял участие в онлайн-встрече с Советом безопасности Азербайджана. Там он обвинил Армению в начале военного противостояния, заявил, что «вся ответственность лежит на военно-политическом руководстве Армении», и отметил, что военные представители иностранных государств, действующих в Азербайджане, будут приглашены в этот район «чтобы увидеть ситуацию своими глазами, как только позволит оперативная ситуация». Затем он сказал, что «кровь наших военнослужащих и мучеников не осталась и не останется на земле. Мы будем использовать любую возможность, чтобы защитить себя и снова показать врагу своё место». Он также рассказал о «непонятной позиции» Армении в отношении пандемии COVID-19, сказав, что «как это может быть, когда Азербайджан требует объединения всего мира в этой борьбе, Армения выступает против этого».
13 июля депутат азербайджанского парламента политолог Расим Мусабеков заявил, что для Баку участок границы, где произошли столкновения, чрезвычайно важен, потому что возле Товузского района проходят нефтегазовые коммуникации, по которым азербайджанская нефть экспортируется на мировые рынки. По словам Мусабекова, Азербайджан на своей стороне укрепляет позиции, занимая высоты, из-за которых армянская сторона чувствует себя уязвимой: «Ереван пытался сбить наши позиции и получил такой ответ, который должен был получить».
Али Ахмедов, вице-премьер, зампред-исполнительный секретарь правящей партии «Ени Азербайджан» заявил, что «азербайджанская армия, наши доблестные солдаты пресекли провокации обезумевших армянских бандитов на линии соприкосновения в направлении Товуза, дали врагу достойный отпор».
Азербайджанский депутат сказал, что «все провокационные попытки армянской стороны обречены на провал», в то время как председатель Государственного комитета по делам семьи, женщин и детей Азербайджанской Республики Хиджран Гусейнова сказала, что «азербайджанская армия готова предотвратить любую провокацию противника».
Гудси Османов, посол Азербайджана в Молдове, заявил, что «на фоне распространения COVID-19 руководство Армении пытается отвлечь внимание от социально-экономических проблем в стране, совершая провокации против Азербайджана с такими актами агрессии. В этой провокации руководство Армении пытается решить свои проблемы внутренней политики за счёт имиджа „иностранного врага“, фокусируясь на Азербайджан».

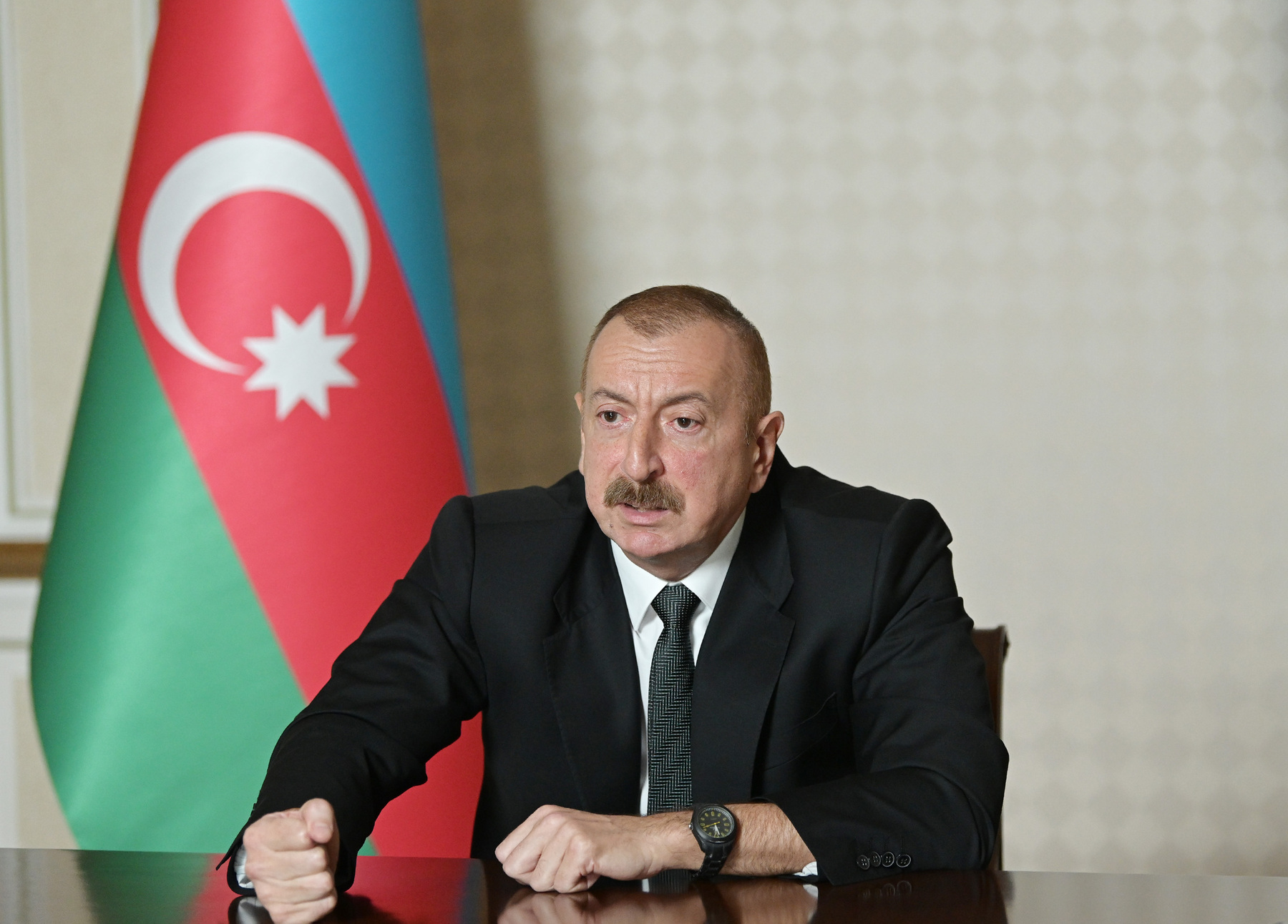
Президент Азербайджана Ильхам Алиев во время заседания Кабинета Министров. 15 июля 2020 года

14 июля в пресс-службе МИД Армении сообщили, что постоянный представитель Армении при ОДКБ Виктор Биягов призвал страны-члены организации к солидарности в условиях обострения ситуации на армяно-азербайджанской границе: «Призываем наших союзников продемонстрировать солидарность и взаимную поддержку в соответствии с духом и буквой Устава Организации». 15 июля президент Азербайджана Ильхам Алиев на заседании Кабинета Министров заявил, что после получения достойного ответа от азербайджанской армии Армения сразу же обратилась в ОДКБ и попросила у них помощи. Первое, что уточнил Алиев, Азербайджан не нарушал государственной границы Армении и не вторгся на территорию Армении, в связи с тем это не имеет отношения к ОДКБ. Второе, этот шаг Армении, по словам Алиева, «демонстрирует их беспомощность, трусость. Он показывает, что в одиночку они не устоят перед Азербайджаном и знают это. Мы тоже знаем это». Обращение Армении в ОДКБ Алиев назвал проявлением трусости. 17 июля заместитель министра иностранных дел Армении Шаварш Кочарян, напомнив, что в уставе ОДКБ есть пункт о коллективной безопасности: страна, против которой совершается военная агрессия, должна обратиться за помощью к партнёрам по ОДКБ, заявил, что Армения за такой помощью не обращалась. «Наша цель была в другом — сообщить нашим партнерам о текущей обстановке. Очевидно, что если на границе Армении была провокация, то они должны знать об этом. Поэтому для меня неожиданно, что у людей есть какие-то ожидания».
14 июля омбудсмен Сабина Алиева побывала в селе Агдам Товузского района, которое подверглось артиллерийскому обстрелу вооружённых сил Армении. Также она побывала в доме жителя села Агдам 76-летнего Азиза Азизова, погибшего в результате артиллерийского обстрела. На встрече с журналистами она заявила, что Армения и в этот раз, продолжая свою агрессивную и оккупационную политику, грубо нарушила 18-ю статью Женевской Конвенции. По её словам, в этой статье Конвенции отмечается, что стороны конфликта ни в коем случае не должны бросать снаряды в места скопления гражданских лиц, подвергать их артиллерийскому обстрелу: «Мы решительно осуждаем этот акт и в кратчайшие сроки проинформируем об этом соответствующие международные структуры».
16 июля пресс-секретарь Минобороны Азербайджана Вагиф Даргяхлы заявил, что «армянская сторона не должна забывать, что новейшие ракетные системы, находящиеся на вооружении нашей армии, позволяют с высокой точностью поразить АЭС Мецамор, что может привести к большой катастрофе для Армении». Поводом для угрозы стали, как утверждают в Баку, заявления армянской стороны о возможности нанесения удара по Мингячевирскому водохранилищу в Азербайджане, что привело бы к затоплению обширных территорий. Власти в Ереване, однако, заявили, что не делали такого рода заявлений, хотя в 2018 году министр обороны непризнанной НКР Левон Мнацакян говорил о возможности такого удара. В ответ, представитель Минобороны Армении Арцрун Ованнисян заявил, что удар по АЭС может привести к глобальной катастрофе для всего региона, включая Азербайджан. Он напомнил, что со стороны армянских вооружённых сил или официальных лиц не было никаких заявлений о взятии под прицел гражданских объектов, или стратегически важных и неважных объектов. По его словам, этим заявлением азербайджанской стороны уже занимаются специалисты: политики и дипломаты поднимут этот вопрос в соответствующих международных структурах. «Это преступление, и нужно сделать важные выводы. Всех тех, кто выступает с таким заявлением, а также их руководителей, нужно проверить на предмет психического здоровья», — подчеркнул Ованнисян. Он не помнит других инцидентов, когда азербайджанская сторона выступала с подобного рода заявлениями. Позже МИД Армении опубликовал заявление, где отмечается, что действия, которыми угрожает МО Азербайджана, являются вопиющим нарушением международного гуманитарного права, в частности, первого дополнительного протоколаЖеневской конвенции. «Подобные угрозы — прямое проявление международного терроризма, они выражают геноцидальные намерения Азербайджана. Более того, руководство Азербайджана такими заявлениями выступает в качестве угрозы народам региона, в том числе собственному народу. Ведомство строго осуждает ядерные угрозы Баку, свидетельствующие о безответственном отношении к собственным обязательствам перед мировой общественностью».
16 июля на чрезвычайном заседании Координационного бюро Движения неприсоединения министр иностранных дел Азербайджанской Республики Джейхун Байрамов рассказал о военной агрессии, совершаемой вооружёнными силами Армении с 12 июля 2020 года на участке азербайджано-армянской государственной границы в направлении Товузского района с использованием артиллерийских установок, сложившейся из-за этого в регионе ситуации и предпринятых Азербайджаном решительных контрмерах. Байрамов отметил, что Армения, подвергает обстрелу не только позиции вооружённых сил Азербайджана, но и, вопреки международному гуманитарному праву, гражданское население и гражданские объекты, среди жертв нападения есть не только военнослужащие ВС Азербайджана, но и гражданские лица, нанесён серьёзный ущерб гражданским объектам. По словам Байрамова продолжающаяся провокация Армении направлена на преднамеренное обострение ситуации вокруг конфликта, на то, чтобы отвлечь внимание от социально-экономического, финансового и политического кризиса, сформировавшегося в Армении и ещё более усугубившегося под влиянием пандемии COVID-19.
18 июля Посол Азербайджана в России Полад Бюльбюль-оглы заявил, что действия Армении это провокация, направленная на то, чтобы вовлечь в этот конфликт страны ОДКБ и в первую очередь Россию как главного члена блока, так как он произошёл не на линии соприкосновения с Нагорным Карабахом, а на границе Армении и Азербайджана. В этот же день пресс-секретарь МИД Армении категорически опровергла все заявления о том, что Армения хочет вволечь в конфликт ОДКБ, ссылаясь на то, что армянские вооружённые силы стабильно контролируют ситуацию на границе с Азербайджаном сами и в помощи не нуждаются. По её словам, Армения, как страна-член ОДКБ, посчитала себя обязанной оповестить о происходящем на границе своих коллег и партнёров по структуре.
21 июля заведующий отделом по вопросам внешней политики Администрации Президента Азербайджана Хикмет Гаджиев в ходе пресс-конференции, назвав события «заранее спланированной военной агрессией Армении», заявил, что до событий Армения приняла новую стратегию национальной безопасности, что свидетельствовало о готовящейся провокации, а 12 июля по посту ВС Азербайджана в направлении Товуза был нанесён внезапный артиллерийский удар. В ответ на заявление армянской стороны, что к их посту приближался автомобиль УАЗ, Гаджиев отметил, что Азербайджан не имеет каких-либо военных целей на границе с Арменией на Товузском направлении, указав, что на этом участке границы ведётся подготовка к передаче контроля от армии пограничным войскам. По мнению Гаджиева, Армения стремилась таким образом отвлечь внимание от армяно-азербайджанского конфликта, вовлечь в конфликт военно-политические организации, третьи стороны, бросить тень на успешную работу, проводимую Азербайджаном в последнее время на международном уровне, а также нанести ущерб транспортному коридору Восток-Запад, нефтегазовым трубопроводам, подвергнув тем самым регион новым экологическим катастрофам, оккупировать новые территории, получить новые преимущества вдоль границы и отвлечь внимание от внутренних проблем в Армении.
22 июля президент Азербайджана Ильхам Алиев в разговоре с генсеком ООН Антониу Гутерришем выразил генеральному секретарю ООН признательность за телефонный звонок и личное внимание к произошедшим на границе событиям. Алиев сообщил, что армянская сторона подвергла обстрелу не только азербайджанских военнослужащих, но также и сёла Азербайджана, в результате чего наряду с военнослужащими Азербайджана погиб и 76-летний мирный житель. В результате адекватного ответа азербайджанской армии, по словам Алиева, атака Армении была пресечена и в настоящее время ситуация относительно стабилизировалась. Ильхам Алиев также подчеркнул, что столкновения произошли далеко от оккупированного Нагорного Карабаха и прилегающих к нему районов, и Азербайджан не имеет военных целей на территории Армении, а защищает свои территории и своих граждан. Алиев отметил, что Азербайджан всегда занимал конструктивную позицию за столом переговоров, но заявления премьер-министра Армении представляют серьёзную угрозу для переговорного процесса.

### Армения
Пресс-секретарь МИД Армении Анна Нагдалян обвинила Вооружённые силы Азербайджана в нарушении режима перемирия и осудила за это правительство Азербайджана. По словам Нагдалян, «в условиях этих угроз вся ответственность за осуществлённые провокационные действия несёт военно-политическое руководство Азербайджана».
Айк Чобанян, губернатор провинции Тавуш, заявил, что «армия полностью контролирует ситуацию, не нужно беспокоиться и паниковать».
13 июля МИД Армении осудил «попытки Турции спровоцировать нестабильность» в регионе в связи с заявлением МИД Турции о «безоговорочной поддержке Азербайджана» и заявил, что Турцию следует рассматривать как сторону конфликта, а не страну-посредник.
Представитель армянского министерства обороны Арцрун Ованнисян заявил, что по подсчетам армянской стороны, азербайджанской стороной было выпущено 50 артиллерийских снарядов по 5-6 населённым пунктам. Об интенсивном обстреле свидетельствуют многочисленные осколки и следы от разрыва снарядов.
Пресс-секретарь Министра обороны Армении Шушан Степанян, заявила, что судя по снимкам со спутников, азербайджанская артиллерия расположена вокруг азербайджанских поселений, что по её словам, говорит об использовании мирного населения в качестве «живого щита», так как при обстреле позиций азербайджанской артиллерии, огонь ведётся в сторону поселений.
14 июля сайты правительственных учреждений Армении и сайт премьер-министра Никола Пашиняна подверглись кибератакам из Азербайджана. Скорее всего, это связано с эскалацией конфликта на армяно-азербайджанской границе. В ответ, армянские хакеры взломали базу данных ВМС Азербайджана и слили в сеть секретные данные. Также, были взломаны тысячи WI-FI роутеров по всему Азербайджану.
Депутат парламента Армении Тигран Карапетян сказал, что «военно-политическое руководство Азербайджана не извлекло уроки из пощёчины, полученной вчера, 12 июля. Что ж, выбор за ними, ответ будет очень болезненным», и что «руководство Республики Армения ни на секунду не будет сомневаться, ни на секунду не будет раздумывать, чтобы отдать приказ уничтожить любую цель, когда речь заходит о суверенитете Республики Армения и Арцаха. Эта авантюра будет иметь необратимые последствия для Азербайджана».
15 июля президент Армении Армен Саркисян во время процедуры присвоения званий и наград заявил, что нужно обладать полным отсутствием ответственности и человечности, чтобы в дни всеобщего распространения коронавирусной инфекции COVID-19 навязывать военные действия и своей стране, и соседней. По словам Саркисяна, армянские военные продолжают контролировать обстановку и диктовать условия. «Если Азербайджан предпочитает язык силы, то армянская армия готова дать достойный ответ ради спасения жизни своих граждан. Для этого нужна прежде всего сплочённость, и последние дни снова это доказывают. Сейчас нужно быть сдержанным, не икать политических противников или личных врагов, воздержаться от взаимных оскорблений».
Омбудсмен Армении Арман Татоян опубликовал на своей странице в Facebook доказательства о целенаправленном обстреле приграничных сёл Тавушской области азербайджанскими вооружёнными силами. Татоян подчеркнул, что достоверные данные, полученные исключительно в правозащитных целях от первичного источника, будут направлены в международные структуры, общественным организациям и государственным органам. Офис Омбудсмена Армении отправил международным структурам два промежуточных отчёта на английском языке об обстрелах ВС Азербайджана в направлении Тавушской области 12 и 14 июля. Оба документа были отправлены в Совет по правам человека ООН.
17 июля на заседании межправительственного совета ЕАЭС в Минске, премьер-министр Армении Никол Пашинян заявил, что «агрессия Азербайджана произошла в тот момент, когда экономика и здравоохранение всех стран мира испытывают напряжение». Премьер-министр подчеркнул, что «агрессивная политика Азербайджана направлена в никуда, и что необходимым условием для успешной борьбы против пандемии является сохранение мира и отсутствие вооружённых конфликтов». «Азербайджан игнорировал многочисленные призывы о прекращении вооружённых конфликтов в условиях пандемии — призывы, отражённые, в том числе, в заявлении Высшего Евразийского экономического совета от 14 апреля и генсека ООН от 23 марта», напомнил Пашинян. «Азербайджан предпринял военные действия на северо-восточной границе Армении. Вооружённые силы Армении не могли не отреагировать на провокационные действия К несчастью, они продолжаются по сей день, способствуя напряженности. Агрессивная политика Азербайджана, направленная на эскалацию, ведет в никуда. Она не сможет сломить нашу решимость и пойти на необоснованные и односторонние уступки». Пашинян также подчеркнул, что силового решения конфликта не существует и нет альтернативы мирным переговорам.
18 июля на встрече с руководящим составном министерства обороны Армении премьер-министр Никол Пашинян заявил, что целью агрессии Азербайджана было нанести удар по тому направлению, где ВС Армении должны были ждать этого меньше всего. Цель была одна: внезапным ударом материализовать миф о непобедимости азербайджанской армии, успешно разгромить позиции армянской стороны и в этой ситуации напасть на Карабах. Как отметил премьер, 12 июля ВС Азербайджана напали с целью захвата позиции «Анвах» («Бесстрашный») ВС Армении. «Для полного понимания ситуации необходимо отметить, что позиция находится по эту сторону границы, на суверенной территории Республики Армения, и действия Азербайджана иначе, как агрессией, назвать невозможно». Пашинян также заявил, что в результате обстрелов армянских сёл был нанесён существенный ущерб гражданской инфраструктуре. «У нас есть доказательства и данные о том, что ВС Азербайджана разместили артиллерию, бронетехнику между жилыми домами в селе Агдам, которое расположено напротив Чинари. И именно оттуда взяли под прицел наши сёла, чтобы представить ответные действия наших ВС как нападение на гражданское население». Как заметил глава правительства, за последние месяцы многолетняя воинственная риторика президента Азербайджана Ильхама Алиева стала более резкой, он ещё агрессивнее угрожает решить карабахский вопрос силовыми методами, открыто демонстрируя свое намерение сорвать переговорный процесс в рамках сопредседательства Минской группы ОБСЕ. «На этом фоне он развивал тезис о мощи и непобедимости азербайджанской армии, пытаясь оправдать тот факт, что миллиарды долларов, которые тратились под предлогом развития армии на протяжении полутора десятка лет, не были направлены на повышение благосостояния азербайджанского народа. Однако ВС Армении продемонстрировали высокий уровень боеспособности, не только обеспечив нерушимость границ Армении, но и разрушив сочиненный Алиевым миф о боеготовности азербайджанской армии». Также Пашинян добавил, что нужно создать международную систему надёжного мониторинга режима прекращения огня, чтобы пресекать попытки нарушить режим.
19 июля министр иностранных дел Армении Зограб Мнацаканян в интервью телеканалу Sky News Arabia заявил, что целью руководства Азербайджана было атаковать Армению с неожиданного направления, тем самым дестабилизируя ситуацию в регионе и пытаясь вывести конфликт за пределы Нагорного Карабаха, но Азербайджанское руководство, по его словам, просчиталось: «Может быть, они думали, что оборонительные возможности Армении в этом районе уязвимы, и они могут проникнуть на территорию Армении с этого участка. Однако они стали свидетелями мощи ВС Армении, попытки дестабилизировать ситуацию, расширить географию этого конфликта за пределы Нагорного Карабаха, вести более масштабную войну с Арменией провалились». Он также добавил, что Армения была неудивлена позицией Турции, которая служит дестабилизирующим фактором в регионе: «Мы были свидетелями проявлений турецкой силы, проникновения и вмешательства в других регионах, включая Восточное Средиземноморье, Северную Африку и Ближний Восток. Делается попытка продолжить эту неоосманскую политику Турции и в нашем регионе. Это печально известная преступная миссия, которая несет в себе память о Геноциде армян в начале прошлого века». В заключение министр сказал, что непрерывная агрессивная, враждебная, воинственная риторика руководства Азербайджана в отношении Армении, армянского народа, исторические требования против Армении и Арцаха, применение угрозы силы были очевидными причинами июльских боевых действий.
Премьер-министр Армении Никол Пашинян, в разговоре с генсеком ООН Антониу Гутерришем, поблагодарил его за постоянное внимание к миру и безопасности на южном Кавказе. Он также подчеркнул, что Армения «сделала все возможное, чтобы положить конец военным действиям и снизить напряженность». Говоря о нарушениях режима прекращения огня, глава правительства Армении констатировал, что власти Азербайджана выступают с противоречащими друг другу заявлениями и действиями. «Мы понимаем, что в Азербайджане сложная внутренняя ситуация. Но мы не можем быть заложниками созданной президентом Алиевым ловушки. Пропагандируемая в течение многих лет ненависть к армянам и угроза войны создали иллюзию военного превосходства в Азербайджане, которая сейчас рассеивается». По его словам, армянская сторона не уверена, есть ли у руководства Азербайджана возможность или желание соблюдать прекращение огня и предотвратить провокационную риторику. Пашинян подтвердил приверженность Армении к мирному урегулированию. Он также добавил, что власти Азербайджана должны публично отказаться от применения силы или угрозы применения силы, а также признать, что мирным переговорам нет альтернативы.

## Задержания

### Азербайджан
13 июля Служба государственной безопасности и Генеральная прокуратура Азербайджанской Республики опубликовали заявление, в котором обвинили бывшего министра обороны Азербайджана Рагима Газиева в целенаправленном распространении несоответствующих действительности сведений о сути событий через социальные сети и совершении тем самым действий, направленных на ослабление обороноспособности Азербайджанской Республики. Помимо этого, Газиеву инкриминировались призывы к беспорядкам и насильственному захвату государственной власти". Газиев был задержан в качестве подозреваемого по уголовному делу по статьям 281 (публичное подстрекательство против государства) и 282 (провокация) Уголовного кодекса Азербайджанской Республики. Дочь Газиева Севиндж Джамилова сказала, что «эти уголовные кодексы не имеют ничего общего с моим отцом».
15 июля армянский пастух Нарек Сардарян был задержан азербайджанскими военнослужащими на границе с Нахичеванью. Позже в сети появилось видео, где Сардарян просит предоставить ему политическое убежище или отправить в третью страну. «Сардарян является жителем села Неркин Хндзореск, воспитывает двух малолетних детей и не имел причин для перехода в Азербайджан. Сардаряна знают как патриота, спокойного и трудолюбивого человека, у него никогда не было проблем с органами местного самоуправления и правоохранительными структурами. У Н. Сардаряна есть семья, несовершеннолетние дети». Администрация села сообщила, что Сардарян отправился верхом на коне на пастбище к коровам, расположенное на границе с Азербайджаном. По мнению сельской администрации, Сардарян мог быть похищен азербайджанскими силами именно в том районе. Позже СНБ Армении выяснили, что в ходе поиска своих коров сельчанин заблудился и перешёл на территорию Нахичевани, где был взят в плен. Служба национальной безопасности Армении делает все возможное для возвращения Сардаряна на родину. Позже армянские правозащитники обратились в Европейский суд по правам человека с требованиями к Азербайджану, а именно: принять все меры по обеспечению физической и психологической безопасности Нарека Сардаряна, проинформировать о его местонахождении, дать возможность Сардаряну связаться с семьей, в случае возбуждения в Азербайджане уголовного дела передать истцам материалы дела, организовать возвращение Сардаряна в Армению. Европейский суд удовлетворил обращение правозащитников и потребовал от азербайджанских властей предоставить информацию о месте и условиях содержания Сардаряна, сообщить о состоянии его здоровья, с медицинскими справками, а также заверениями о том, что обследование проводилось независимыми специалистами. ЕСПЧ требует также передать информацию о том, возбуждено ли уголовное дело против Сардаряна, если да, то предоставить материалы и все подробности дела, в том числе — пояснить, какие обвинения ему предъявлены. Европейский суд также потребовал от Азербайджана сведения о том, предоставлен ли Сардаряну адвокат, имеет ли он возможность выйти на связь с родственниками и властями Армении.
В заявлении, сделанном 15 июля, на следующий день после митинга в поддержку армии в Баку, президент Азербайджана Ильхам Алиев осудил группу провокаторов, среди которой по его мнению были и члены крупнейшей оппозиционной партии Народный фронт Азербайджана, подстрекавшую демонстрантов к нападению на полицию и здание Милли Меджлиса. Он заявил, что «нужно покончить с пятой колонной», а все кто приложил руку к беспорядкам «хуже армян». Сразу после беспорядков, службы безопасности Азербайджана начали устанавливать личности нарушителей и задерживать их. The Washington Post со ссылкой на азербайджанские источники сообщает, что в настоящее время задержаны 120 человек, в том числе некоторые заместители лидеров партии, а также журналисты.

## Последствия

### Азербайджан
В ночь с 14 на 15 июля в Баку прошёл Марш памяти азербайджанских военнослужащих, погибших в боях на границе с Арменией. Участники скандировали патриотические лозунги. Во время марша тысячи протестующих требовали от правительства полного развёртывания армии и отвоёвывания Нагорного Карабаха. Спустя несколько часов марш перерос в демонстрации, вышедшие из-под контроля. Затем группа лиц посеяла смуту среди людей, нарушив общественный порядок. Они забросали сотрудников полиции камнями и другими предметами. В результате пострадали семеро сотрудников полиции. Также демонстранты перевернули и повредили два полицейских служебных автомобиля, а также нанесли ущерб ещё 14 служебным автомобилям. Часть собравшихся незаконно проникла в здание Милли Меджлиса, разрушив имеющийся там инвентарь.
Некоторые граждане Азербайджана стали подавать заявления, чтобы отправиться на фронт. К 21 июля, согласно Государственной службе по мобилизации и призыву на воинскую службу Азербайджанской Республики, около 50500 граждан Азербайджана направили обращения в службу в электронной форме и по месту регистрации, выразив желание добровольно участвовать в боевых действиях за территориальную целостность Азербайджана.

### Армения
15 июля перед посольством Украины в Ереване прошла акция протеста молодёжного крыла партии «Дашнакцутюн». В ходе акции здание посольства было облито борщом. Недовольство протестующих вызвало заявление МИД Украины, в котором говорилось, что Украина выступает за политическое урегулирование ситуации на основе соблюдения суверенитета и территориальной целостности Азербайджана в его международно признанных границах.

### Австрия
18 июля демонстранты с флагами Азербайджана и Турции, и плакатами с надписями «Справедливость для Азербайджана», «Армения должна выполнить решения ООН» и «Армения должна покинуть земли, которые она оккупирует в Азербайджане», собрались и провели митинг перед Государственной оперой в Вене.

### Бельгия
22 июля армянская община Бельгии провела акцию протеста перед посольством Азербайджана в Брюсселе, чтобы «осудить военную агрессию Азербайджана против северо-восточных территорий Республики Армения», а также «позорную поддержку турецким правительством азербайджанского нападения». Участники акции держали армянские флаги и плакаты с надписями «Армения хочет мира» и «Мы никогда не забудем наших героев».
22 июля армянские демонстранты напали на азербайджанских демонстрантов перед посольством Азербайджана, закидали участников акции камнями, нанеся серьёзный ущерб нескольким участникам, в том числе, корреспонденту европейского бюро REAL Хатире Сардаргызы.
23 июля перед посольством Азербайджана в Брюсселе группа армян напала на азербайджанцев. В частности была избита одна азербайджанская женщина. Армяне группой в несколько человек напали также на молодого азербайджанца, избив его и снимая всё на камеру.
24 июля правоохранительными органами Бельгии были задержаны 17 армян, напавших на азербайджанцев в Бельгии.

### Великобритания
17 июля в ходе акции протеста проживающих в Великобритании азербайджанцев и турок перед зданием посольства Армении в Лондоне в связи с боевыми действиями на азербайджано-армянской границе началась потасовка, в результате которой пострадал один человек. Азербайджанские СМИ сообщают, что на протестовавших азербайджанцев напали армяне. Армянские СМИ утверждают, что драку спровоцировали азербайджанцы.
28 июля, по сообщениям армянских СМИ, армянская молодёжь устроила акцию протеста перед офисом перед ВВС в Лондоне, чтобы привлечь внимание к недавним столкновениям. Протестующие скандировали «Армения» и «Арцах» и пели Государственный гимн Армении. Группа азербайджанцев пыталась напасть на протестующих, но местная полиция сумела привести их в порядок.
По сообщениям азербайджанских СМИ, 28 июля в Лондоне состоялся второй мирный протест с участием около 300 проживающих в Великобритании азербайджанцев. Акция началась перед лондонским офисом ВВС, далее протестующие прошли по Трафальгарской площади, остановились перед офисом премьер-министра Великобритании, затем направились к зданию британского парламента. В ходе акции были исполнены Государственный гимн Азербайджана и песня «Сары гелин». В начале акции группа лиц из проживающих в Великобритании армян численностью около 50 человек попытались сорвать акцию протеста. Для обеспечения безопасности были привлечены сотрудники местной полиции и представители частных охранных компаний.

### Венгрия
18 июля около 250 азербайджанских, турецких и венгерских протестующих собрались и провели митинг против Армении и в поддержку азербайджанской армии на площади Героев в Будапеште. Участники держали флаги Азербайджана, Турции и Венгрии, а также плакаты с надписями «Карабах принадлежит Азербайджану!» и «Конец агрессии Армении!».

### Германия
18 июля в Берлине перед зданием посольства Армении по инициативе Координационного совета азербайджанцев Германии состоялась акция протеста более 500 проживающих в Германии азербайджанцев. Они скандировали лозунги «Карабах — это Азербайджан!» и «Азербайджан, мы с вами!»
.
Одновременно азербайджанцы также провели митинг в Дюссельдорфе, скандируя лозунги «Карабах — это Азербайджан», «Нет армянскому террору!», «Справедливость для Ходжалы», «Мученики не умрут, родина не будет разделена».
В тот же день армяне собрались и провели в Мюнхене митинг с речью «Мы хотим мира без оружия». Участники, которые держали флаги и плакаты Армении, пели «Когда твои мысли летят домой». По сообщениям армянских СМИ, были также азербайджанцы, которые хотели «заставить замолчать песню армянской молодежи своими криками. На мгновение они попытались спровоцировать протестующих, но немецкая полиция не допустила этого».
19 июля демонстрации прошли на площади Бреслауэра и перед Кельнским собором в Кельне. Демонстранты, которые держали в руках азербайджанские флаги, осудили «несправедливое и агрессивное отношение Армении».
В ночь с 22 на 23 июля в Берлине подожгли служебный автомобиль посольства Армении.
24 июля группа из 20-30 азербайджанцев напала на принадлежащий армянам кальян-бар в Кёльне. По сообщению владельца бара, один из людей в масках, который идентифицировал себя и всю группу как азербайджанцев, спросил его, был ли он армянином. После чего нападающие прорвались в кальян-бар, метали стулья и разбивали окна. Правоохранительные органы предполагают, что инцидент был политически мотивирован.

### Грузия
16 июля группа азербайджанцев собралась перед посольством Армении в Грузии в Тбилиси и выразила протест против «провокации Армении в Товузском направлении».
18 июля азербайджанцы, держа в руках флаги Азербайджана, Грузии и Турции, провели митинг в поддержку Вооружённых сил Азербайджана перед посольством Азербайджана в Тбилиси.
26 июля в Марнеульском районе прошла мирная акция, организованная Общественным объединением «Вперёд Борчалы» и Ассоциацией азербайджанских юристов Грузии.

### Иран
17 июля перед Посольством Азербайджана в Иране состоялся митинг в поддержку Азербайджана, на котором участники скандировали лозунги: «Карабах — наш, он останется нашим». «Голос Америки» сообщил, что в результате «граждане, которые принимали участие в митинге и собирались в заранее определенных местах, подвергались жестоким репрессиям», и что «количество задержанных активистов и граждан» было высоким, но «их личности неизвестны».
Одновременно полиция и Корпус стражей исламской революции разогнали иранцев, пытающихся собраться перед посольством Армении в Тегеране.

### Италия
20 июля азербайджанцы провели в Риме акцию протеста против «недавних провокаций армянских вооружённых сил против Азербайджана». Протестующие, которые продемонстрировали свою поддержку азербайджанской армии, скандировали такие лозунги, как «Мученики никогда не умрут, родина никогда не будет разделена» и «Карабах — это Азербайджан».
21 июля в Риме перед парламентом Италии прошла санкционированная акция, организованная азербайджанцами, проживающими в Италии.

### Канада
17 июля армяне организовали акцию протеста перед посольством Азербайджана в Оттаве, чтобы осудить «агрессивную политику Азербайджана в отношении Армении». Демонстранты передали письмо заместителю посла Азербайджана, в котором говорилось, что правительство Азербайджана «в нарушение норм международного права преследует ни в чем не повинных граждан и угрожает атаковать армянскую атомную электростанцию», а руководство Азербайджана «не имеет намерения искать мирное решение конфликта». Они продолжили демонстрацию перед канадским парламентом. У демонстрантов были плакаты с лозунгами «Канадцы против ненависти и преступности», «Мир Нагорному Карабаху», «Алиев — разжигатель ненависти», «Азербайджан бомбит мирных жителей».
19 июля азербайджанцы, турки и евреи провели акцию в поддержку азербайджанской армии в Торонто и Онтарио. Участники скандировали лозунги на разных языках.
25 июля в столице Канады — Оттаве состоялся автопробег, организованный азербайджанской диаспорой в Оттаве против «армянских провокаций» на армяно-азербайджанской государственной границе. Автомобили проехали по улицам перед зданиями канадского парламента, Сената, Министерства иностранных дел, резиденцией премьер-министра, посольств иностранных государств, в том числе посольства Армении. Участники требовали, чтобы правительство Канады предприняло шаги по «защите территориальной целостности Азербайджана», скандируя «Карабах — это Азербайджан!», «Стоп агрессивной политике Армении!», «Канада должна действовать сейчас!».
1 августа в Торонто произошла драка между армянами и азербайджанцами. Посольство Азербайджана в Канаде сообщило, что вечером группа из семи армян, используя холодное и пневматическое оружие, напали на двоих азербайджанцев, в результате чего азербайджанцы получили телесные ранения а их автомобиль был сильно повреждён. Посольство Азербайджана также сообщило что канадская полиция уже установила местонахождение нападавших армян. Посольство Армении в Канаде назвало инцидент азербайджанской провокацией, и призвало соотечественников впредь не поддаваться провокациям.

### Катар
17 июля азербайджанцы организовали в Дохе марш протеста против Армении и в поддержку азербайджанской армии, держали азербайджанский флаг, а также плакаты с надписями «Поддержите армию!», «Карабах — это Азербайджан!».

### Молдова
22 июля несколько десятков членов и сторонников Конгресса азербайджанцев в Молдове перед зданием посольства Армении в Кишинёве провели акцию в знак протеста из-за обострения конфликта на границе между вооружёнными силами Армении и Азербайджана. Изначально, представители Конгресса собрались у посольства Азербайджана в столице Молдовы, где провели митинг в поддержку азербайджанской армии и правительства. Участники шествия отправились по маршруту к посольству Армении, где должен был состояться пикет «в знак протеста против агрессивной политики Армении». Участники протеста скандировали «Армения, соблюдай международное право! Откажись от Карабаха». У посольства Армении протестующих встретили представители армянской общины. Между ними начались стычки. Азербайджанцы и армяне начали драться и вырывать друг у друга флаги. В конфликт вмешались правоохранительные органы.

### Нидерланды
18 июля азербайджанцы собрались перед посольством Азербайджана в Гааге и держали в руках плакаты, фотографии убитых азербайджанских солдат и гражданских лиц и скандировали лозунги на голландском и английском языках. Государственный гимн Азербайджана, а также военные марши звучали через громкоговоритель. Затем около 100 армян также собрались и провели митинг перед посольством. Они держали в руках армянские флаги и выкрикивали такие лозунги, как «Армения», «Арцах» и «Алиев — диктатор».

### Польша
16 июля группы армян и азербайджанцев противостояли друг другу в посольстве Азербайджана в Варшаве. Обе стороны несли флаги своих стран, а у азербайджанцев были плакаты с надписями «Армения — агрессор» и «Армения — варвар». По сообщениям азербайджанских СМИ, 150 азербайджанцев заблокировали путь 30 армянам, пытающимся совершить «акты вандализма» перед посольством Азербайджана Участники были отделены полицией. Задержаний не было.

### Россия
Посол Армении в России Вардан Тоганян также подтвердил, что экспортёрам армянских товаров было запрещено торговать на рынке «Фуд Сити» у Калужского шоссе в Москве. По его словам, аналогичная информация поступила от экспедиторов и водителей фур.
23 июля Тоганян заявил, что, товары армянских экспортёров исчезли из торговых центров сети гипермаркетов «Твой дом», которая принадлежит Аразу Агаларову («Крокус Групп»).
23 июля в деревне Новосаратовка Всеволожского района Ленинградской области в рамках профилактического мероприятия были задержаны 25 азербайджанцев, которые собирались на драку с армянами, запланированную на вечер 23 июля у Большого Обуховского моста на границе Санкт-Петербурга и Ленинградской области.
Вечером 23 июля на юго-востоке Москвы выходцы из Азербайджана напали на армян. В результате массовой драки задержали 13 человек. По данным некоторых СМИ, конфликт начался после распространения видео, на котором армяне избивали азербайджанцев в Бельгии.
Днём 24 июля было задержано около 34 человек, участвовавших в нападениях. Более десятка армян обнаружили свои машины повреждёнными, также на пятерых армян, один из которых был пожилого возраста, напали, ранив одного из них ножом.
В ночь на 24 июля в московском районе Марьино на юго-востоке города, где находится крупный рынок «Москва», и на оптовом продовольственном рынке «Фуд-сити» происходили конфликты между армянами и азербайджанцами. Телеканал «360» утверждает, что группы азербайджанцев останавливали автомобили с армянскими номерами и избивали людей, находившихся в них.
В тот же день в районе метро Саларьево около десятка выходцев из Азербайджана с дубинками напали на магазин стройматериалов, принадлежащий армянам, и на магазин «Армянский дом», где был избит администратор заведения.
Союз армян России сообщил о встрече в ФСБ из-за стычек с азербайджанцами. Встреча прошла в управлении ФСБ по Москве и Московской области. В сообщении союза армян говорится, что начальник управления Андрей Яценко озвучил «консолидированную позицию» силовиков, пообещав, что все причастные к стычкам «будут очень и очень жёстко наказаны», а вопрос находится «на личном контроле руководства страны». Объединение призвало соотечественников проявить благоразумие и не поддаваться на провокации.
24 июля «Союз азербайджанцев России» заявил, что около 15 выходцев из Армении напали на московский ресторан «1001 ночь» на Братиславской улице, принадлежащий азербайджанцу. По словам вице-президента Союза азербайджанцев России Эльнура Гусейнова, в результате нападения был избит и ограблен один азербайджанец, а утром более десяти человек напали на азербайджанца, торговавшего фруктами и овощами.
25 июля в Санкт-Петербурге сотрудники правоохранительных задержали более 60 армян и азербайджанцев в рамках профилактического рейда.
26 июля крупный предприниматель и кинорежиссёр Сергей Саркисов призвал представителей армянской и азербайджанской диаспор Москвы отказаться от насилия и пообещал компенсировать азербайджанцам ущерб, нанесённый в ходе столкновений.

### США

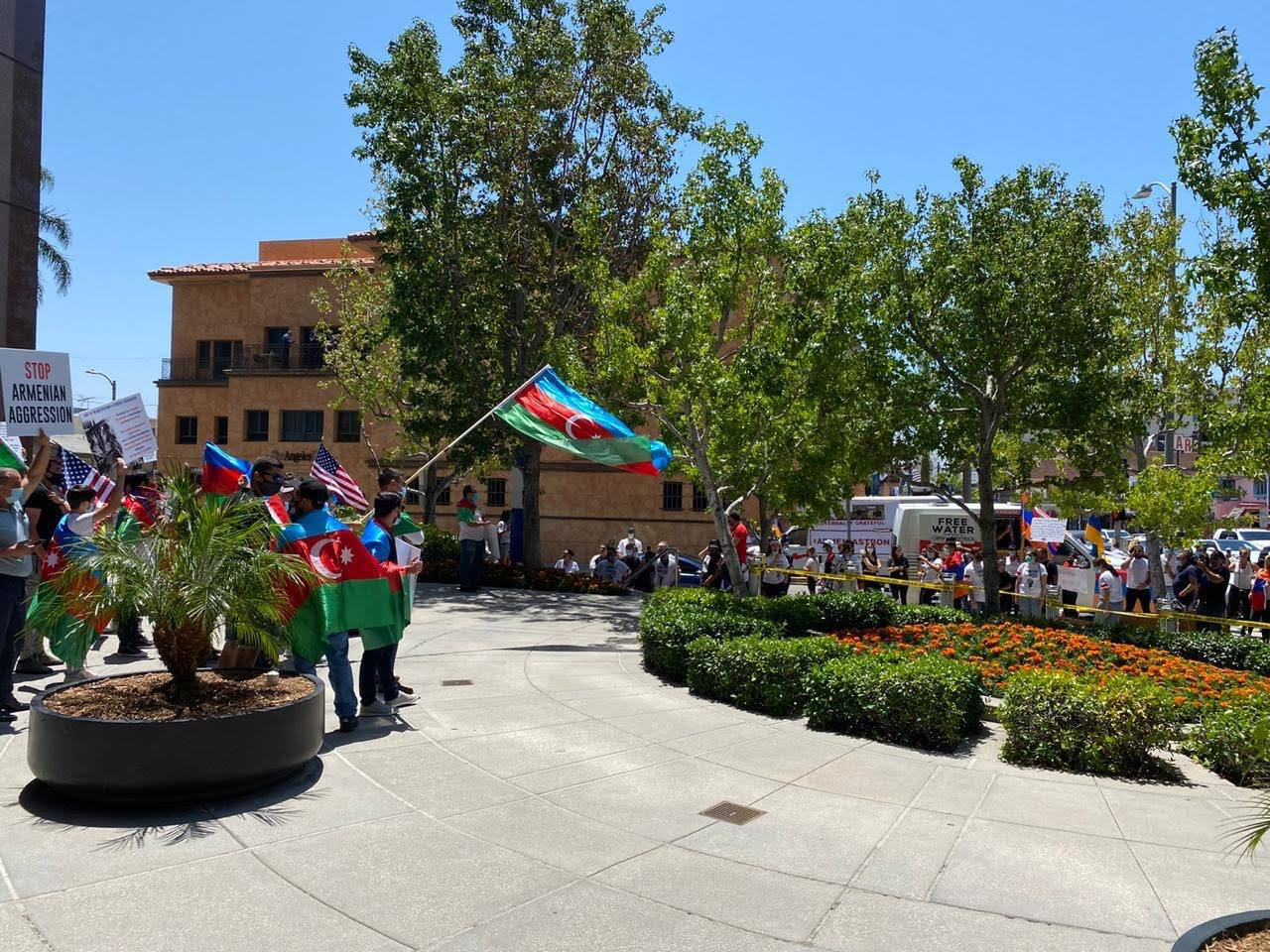
Азербайджанские и армянские демонстранты перед зданием Генерального консульства Азербайджана в Лос-Анджелесе. 21 июля

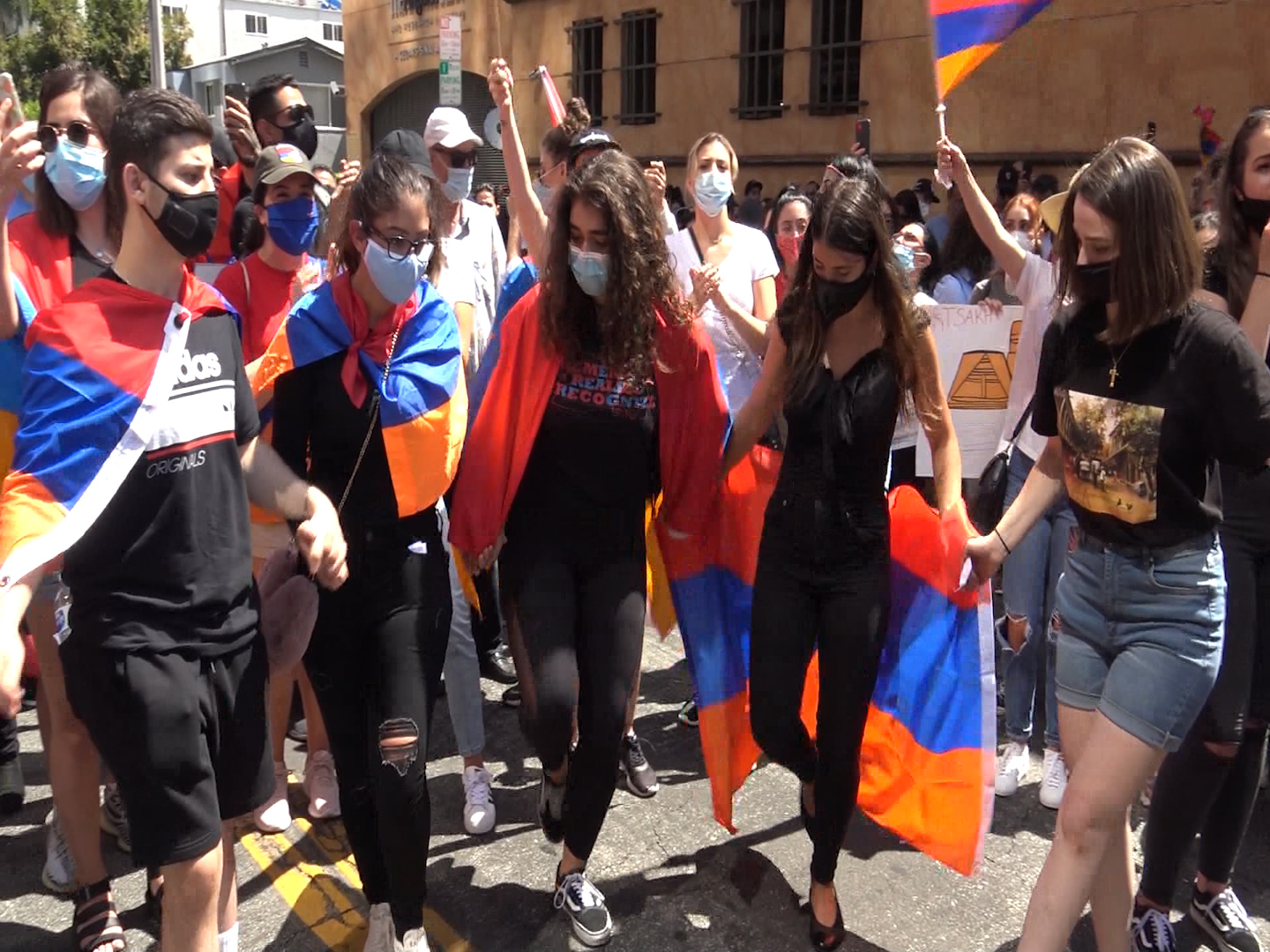
Мирная демонстрация армянской общины в Лос-Анджелесе

17 июля сотни азербайджанцев и турок собрались перед посольством Армении в Вашингтоне и протестовали. Протестующие прошли маршем перед посольством с флагами Азербайджана и Турции в руках с плакатами с надписями «Остановить оккупацию», «Позор Армении», «Справедливость для Карабаха», «Карабах принадлежит Азербайджану» и призвали американскую публику «не молчать о несправедливости».
20 июля в Вашингтоне состоялась акция протеста азербайджанцев, которая началась перед зданием Конгресса и продолжалась перед посольством Армении в США.
Участники скандировали такие лозунги, как «Карабах принадлежит Азербайджану» и «Мученики никогда не умрут, родина никогда не будет разделена». Хотя посольство Армении попросило полицию прекратить акцию протеста, полиция не вмешалась.
21 июля во время демонстраций перед зданием Генерального консульства Азербайджана в Лос-Анджелесе произошла драка между армянами и азербайджанцами. По утверждению армянской стороны, азербайджанцы напали на машину с армянскими девушками. Протестующие-армяне, увидев это, разорвали полицейскую цепь и напали на азербайджанцев. После чего представители азербайджанской национальности, по их словам, убежали под свист армян. Произошедшее было заснято на видео. По утверждению азербайджанской стороны, представители партии «Дашнакцутюн» напали на выступивших там же азербайджанцев, которых было гораздо меньше числом, нанося им телесные повреждения. Некоторые из армян, сидя в своих автомобилях, как сообщают азербайджанские СМИ, даже пытались наехать на азербайджанцев. В результате нападения 7 азербайджанцев, включая одну женщину, получили различные травмы. Посол США в Азербайджане Эрл Литценбергер в ходе встречи с замминистра иностранных дел Азербайджана Халафом Халафовым выразил сожаление в связи с инцидентами, случившимися на территории его страны, в ходе которых от рук армян пострадали представители азербайджанской общины.
24 июля в отношении армянской школы города Сан-Франциско был совершён акт вандализма. Школа была изрисована оскорблениями и угрозами в адрес армян. Армянский национальный комитет Америки обвинил в этом правительство Азербайджана.
24 июля в Нью-Йорке азербайджанцы организовали митинг с лозунгами и плакатами: «Карабах — это Азербайджан», «Убийцы детей, остановите агрессию!», «Азербайджан хочет мира, Армения хочет войны» перед штаб-квартирой ООН и постоянным представительством Армении при ООН. Они потребовали от ООН принятия мер против Армении в связи с невыполнением резолюций Совета Безопасности ООН.
26 июля в Нью-Йорке Армянская Молодёжная Федерация Восточного Региона США выступила с протестом напротив Постоянного представительства Азербайджана при Организации Объединённых Наций с армянскими флагами, а также с плакатами с надписью «Армения хочет мира. Азербайджан хочет войны», «Стоп Алиев», «Арцах Силен». Армянская Молодёжная Федерация призвала Соединённые Штаты и Международное сообщество решительно осудить Азербайджан за вооружённые нападения на военные и гражданские объекты в Армении.
26 июля в Бостоне группа молодых армян исполняла возле станции метро Гарвард-сквер армянский народный и боевой танец Ярхушта, в то время как группа азербайджанцев пыталась прервать флешмоб. Армянские участники держали массивный плакат с надписью «Азербайджан хочет войны. Армения хочет мира».
27 июля в столице штата Миннесота городе Сент-Пол была проведена мирная акция протеста, организованная Ассоциацией Миннесота — Азербайджан, в ходе которой участники призвали Конгресс США и международное сообщество предпринять решительные шаги, чтобы остановить действия, совершенные Арменией, и восстановить территориальную целостность Азербайджана.
1 августа 2020 года армянская община Хьюстона провела акцию протеста «против азербайджанской агрессии». Демонстранты собрались также, чтобы поддержать Тавуш, Арцах и армянских солдат на линии фронта с лозунгами и плакатами: «Стоп Алиев сейчас же», «Остановите азербайджанскую агрессию», «Тавуш Силен!», «Арцах Силен!».

### Турция
19 июля в Стамбуле на площади Беязыт прошёл митинг в поддержку Азербайджана.
25 июля в Кумкапы было совершено нападение азербайджанцами на армян. По словам матери одного из пострадавших, пока трое армян ждали такси, группа молодых людей спросила их о Карабахе и когда армяне ответили, что не заинтересованы в этих вопросах, группа азербайджанцев напала на них. По её словам, в том же районе было совершено нападение на двух других армян старше 50 лет, а также на магазин, принадлежащий армянке по происхождению. Член национального собрания Турции Гаро Пайлан сказал, что он встретился с губернатором Стамбула Али Йерликайа, чтобы принять необходимые меры по этим вопросам.

### Украина
Более 200 азербайджанцев и турок провели акцию в поддержку азербайджанской армии в Киеве. Участники озвучили такие лозунги, как «Карабах — это Азербайджан», «Азербайджан, мы с вами» и «Мы — Полады!».

### Уругвай
27 июля Армянская Молодёжная Федерация организовала протест в столице Монтевидео чтобы «осудить нападения Азербайджана на Армению». Демонстранты скандировали «Армения хочет только мира», выставляли армянские плакаты и флаги на площади Армении.

### Франция
14 июля в отношении здания посольства Азербайджана во Франции был совершён акт вандализма, включавший элементы терроризма. МИД Азербайджана предположило, что акт был совершён группой радикально настроенной армянской молодёжи. В связи с этим посол Франции в Азербайджане был вызван в МИД, где ему была вручена нота протеста.

## Международная реакция
Азербайджан был поддержан Турцией, правительство и президент которой, пообещали «всю поддержку» Азербайджану в случае войны, МИД же страны решительно осудил атаку армянских военных на Товузский район Азербайджана. О поддержке территориальной целостности Азербайджана высказались МИД Молдовы, Пакистана, Украины. Также Координационное бюро Движения неприсоединения, приняло коммюнике, в котором осудило военные провокации армянских вооружённых сил на границе с Азербайджаном. Кроме того Секретариат ГУАМ, в своём с заявлении осудил Армению за нападения на армяно-азербайджанской границе.
Армения, в свою очередь, была поддержана правительством Кипра, чей МИД осудил нарушение Азербайджаном перемирия. Армению также поддержали несколько американских конгрессменов, включая Брэда Шермана, Андреаса Борджеса, Фрэнка Паллоне и Эда Марки, которые осудили азербайджанскую агрессию против Армении. Они позже предложили внести поправки в военный бюджет США, по которым запрещается продажа американского оружия Азербайджану, отвергнутую позднее 21 июля. Поправка номер 99, выдвинутая членом Конгресса Стивом Коэном, а также поправка номер 296, представленная членами Конгресса Стивом Шаботом и Стивом Кэном о представлении в Конгресс с координацией государственным секретарем с секретарем обороны отчёта о гражданах, изгнанных с оккупированных территорий в ряде постсоветских стран и убитых на этих территориях граждан этих стран, были приняты Палатой представителей Конгресса. В соответствии с этими поправками предусмотрено представление в Конгресс совместного отчёта Государственного департамента и Департамента обороны США информации об изгнанных с оккупированных территорий и погибших людях.
Государственный департамент США осудил насилие на международной границе Армения-Азербайджан и призвал стороны соблюдать режим прекращения огня. Соединённое Королевство выразило соболезнования о гибели людей и призвала обе стороны соблюдать режим прекращения огня и вступить в диалог. Также Франция выразила осуждение вооружённых столкновений на армяно-азербайджанской границе и призвала обе стороны соблюдать режим прекращения огня и возобновить диалог. Кроме того, в МИД Российской Федерации призывали Армению и Азербайджан придерживаться режима прекращения огня, а также проявлять сдержанность. Минская группа ОБСЕ распространила заявление, в котором призвала «стороны воспользоваться сокращением активных боевых действий с 16 июля, чтобы подготовиться к серьёзным предметным переговорам с целью поиска всеобъемлющего решения конфликта».

## Последующие события
Утром 27 сентября 2020 года в Нагорном Карабахе враждующие стороны обвинили друг друга в обстрелах прифронтовых населённых пунктов, которые впоследствии вылились в крупномасштабные боевые действия. В Армении и НКР было объявлено военное положение и всеобщая мобилизация, а в Азербайджане военное положение и частичная мобилизация.
В ходе боевых действий вооружённым силам Азербайджана удалось вернуть под свой контроль районы в долине Аракса (Араза) на границе с Ираном, после чего началась военная операция с целью занять ключевой город Шушу. В ночь с 9 на 10 ноября, вскоре после потери армянами контроля над Шушой, президент Азербайджана, премьер-министр Армении и президент России подписали трёхстороннее заявление о прекращении боевых действий. По условиям соглашения, стороны остановились на занятых позициях; Армения вернула Азербайджану Агдамский, Кельбаджарский и Лачинский район, а в Нагорном Карабахе и вдоль Лачинского коридора были развёрнуты российские миротворческие силы. Азербайджан и Армения также договорились обменяться пленными, вернуть в Нагорный Карабах всех беженцев и внутренне перемещённых лиц и разблокировать экономические и транспортные связи.